# Hethitische Musik

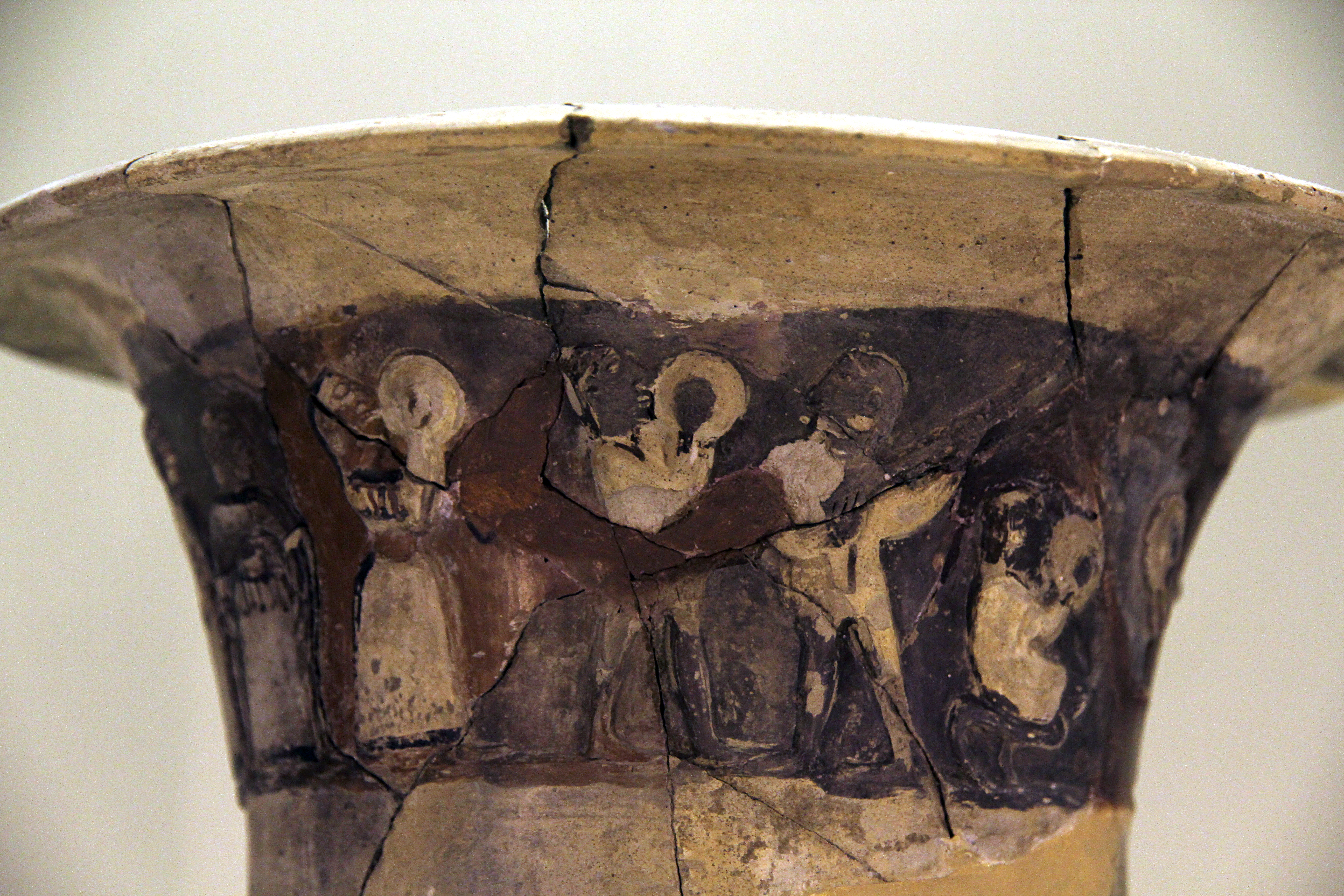
Tänzer und Musikanten auf einer Vase aus Hüseyindede (ca. 16./15. Jh. v. Chr.). Ganz links eine Tänzerin, danach ein Mann und eine Frau mit Zimbeln, ein Lautenspieler und ganz rechts zwei Tänzer mit Zimbeln in den Händen.

Als Hethitische Musik wird die Musik des Hethitischen Reichs aus dem 17.–12. Jahrhundert v. Chr. und der späthethitischen Nachfolgestaaten des 12.–7. Jahrhunderts v. Chr. bezeichnet.
Als Zeugnisse hethitischer Musik stehen sowohl archäologische Funde als auch Schriftquellen zur Verfügung. Hethitische Texte beschreiben vor allem die Verwendung von Musik in religiösem Kontext. Grundlegende musikalische Elemente waren Instrumentalmusik und Gesang. Hinzu kamen Rufe und Geräusche, etwa durch Klatschen. Aufgrund der Überlieferungslage ist über hethitische Musik weniger bekannt als für die gleichzeitige Musik Mesopotamiens und des Alten Ägypten.

## Kulturelle und zeitliche Unterschiede
Die Bewohner des Hethitischen Reichs bildeten keine ethnische Einheit. Im Norden zum Schwarzen Meer hin wohnten die Hattier, die einen sehr großen Einfluss auf die hethitische Kultur hatten. Ihre Sprache, das Hattische, wurde im hethitischen Kult sehr häufig benutzt. Im westlichen und südlichen Anatolien lebten die mit den Hethitern nahe verwandten Luwier, bei denen, wie es scheint, das Musikhorn eine besondere Rolle im Kultus spielte. Mehrere Liedanfänge in luwischer Sprache wurden in hethitischen Texten überliefert. Relativ spät war der Einfluss der östlich der Hethiter siedelnden Hurriter. Sie hatten in der Spätzeit des Hethitischen Reichs einen großen Einfluss auf die hethitische Religion. Aus Ugarit stammen hurritische Hymnen mit den ältesten Melodie-Notationen.
Die hethitische Musikgeschichte kann in drei Perioden eingeteilt werden. Älteste Zeugnisse aus Anatolien sind archäologische Funde von Geräuschinstrumenten, die als vorhethitisch eingestuft werden. Am besten überliefert ist die Musik der hethitischen Reichszeit. Nach dem Untergang des Hethitischen Reichs um 1180 v. Chr. bildeten sich im südöstlichen Anatolien und in Syrien mehrere späthethitische Fürstentümer. Die in luwischer Sprache überlieferten Texte dieser Zeit geben zwar keine Auskunft über die Musik, viele Reliefbilder zeigen aber neben verschiedenen Alltagsszenen auch detailliert ausgearbeitete Darstellungen von Musikanten und Instrumenten. Mit der endgültigen Unterwerfung dieser Kleinstaaten durch die Assyrer im 7. Jahrhundert v. Chr. verschwanden die Zeugnisse hethitische Kultur und damit auch zur hethitischen Musik.

## Überlieferung

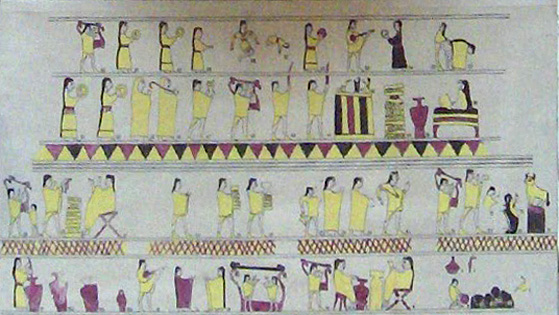
Vase von İnandık (17./16. Jh.v. Chr.), mit verschiedenen Kult- und Musikszenen. Im untersten Fries ist eine von zwei Männern gespielte große Leier abgebildet, rechts daneben ein Musiker mit einer kleinen Leier. Zudem sind noch Lautenisten, Frauen mit Becken und Saltotänzer gemalt.

Die bekannten schriftlichen Zeugnisse bezüglich hethitischer Musik stammen ausschließlich aus den bronzezeitlichen Archiven der hethitischen Hauptstadt Ḫattuša. Diese in hethitischer Sprache und in Keilschrift abgefassten Texte behandeln vorwiegend Musik in religiösem Kontext. Die Texte geben ausführlich Auskunft darüber, wann bei einem Ritual gesungen, rezitiert oder getanzt wird, welche Musikinstrumente zum Einsatz kommen und wer diese spielt, aber auch, wann keine Musik gespielt werden darf. Im Gegensatz zu gleichzeitigen Schriftzeugnissen aus Mesopotamien und Ägypten sind keine musiktheoretischen Texte bekannt.
Bei den wenigen archäologischen Zeugnisse handelt es sich meist um bildliche Darstellungen auf Kultgefäßen oder steinernen Reliefs. Musikinstrumente oder deren Teile wurden – im Verhältnis zu vergleichbaren Funden aus Mesopotamien oder Ägypten – selten entdeckt. Aus vorhethitischer Zeit stammen einigermaßen gut erhaltene Geräuschinstrumente wie Tonrasseln, Gegenschlagplatten (Stielbecken) oder Sistren. Kultvasen frühhethitischer Zeit, unter anderem aus İnandık, Bitik und die Reliefvasen von Hüseyindede, zeigen Darstellungen von musizierenden Personen, manchmal zusammen mit Akrobaten und Opferhandlungen.
Aus der späthethitischen Periode sind mehrere Steinreliefs mit Musikerensembles, manchmal zusammen mit Gauklern, überliefert, etwa aus Karkemiš, Maraş, Zincirli (Samʼal) und Karatepe. Sie zeigen mesopotamische Einflüsse, wobei in Karatepe auch griechische Elemente zu bemerken sind. Dort ist auf einem Orthostaten des 8. Jahrhunderts v. Chr. die älteste Darstellung eines Aulisten mit Mundbinde (altgriechisch φορβειά phorbeiá) erhalten.

## Musikinstrumente
Die hethitischen Texte nennen mehrere Musikinstrumente, doch ist es nicht möglich, alle genau zu bestimmen. Ein Problem der Bestimmung der hethitischen Namen für die Musikinstrumente liegt darin, dass keine die Musik betreffenden Bilinguen oder Wörterlisten bekannt sind, ganz abgesehen davon, dass auch viele akkadische Bezeichnungen von Musikinstrumenten bis heute nicht einwandfrei bestimmt werden können. Namen der hethitischen Musikinstrumente können in hethitischer, luwischer oder hattischer Sprache überliefert sein, andere werden in Sumerogrammen wiedergegeben, so dass der eigentliche hethitische Name nicht bekannt ist.
Zur Bestimmung der Instrumente kann die Spielweise dienen, nämlich ob ein Instrument geblasen (heth. paripariya-), gezupft (heth. ḫazzikk-, ḫazzišk-) oder geschlagen (heth. walḫ-) wird, wobei die beiden letzten Begriffe für Geräusch-, Schlag- und Saiteninstrumente benutzt wurde, der erste für Blasinstrumente. Selten sind auch zusätzliche Angaben zum Bau des Instrumentes, die eine genauere Bestimmung zulassen. Eine weitere Methode, die genannten Musikinstrumente zu bestimmen, kann die relative Häufigkeit der Nennungen in den Texten sowie in den Abbildungen sein.

### Leier

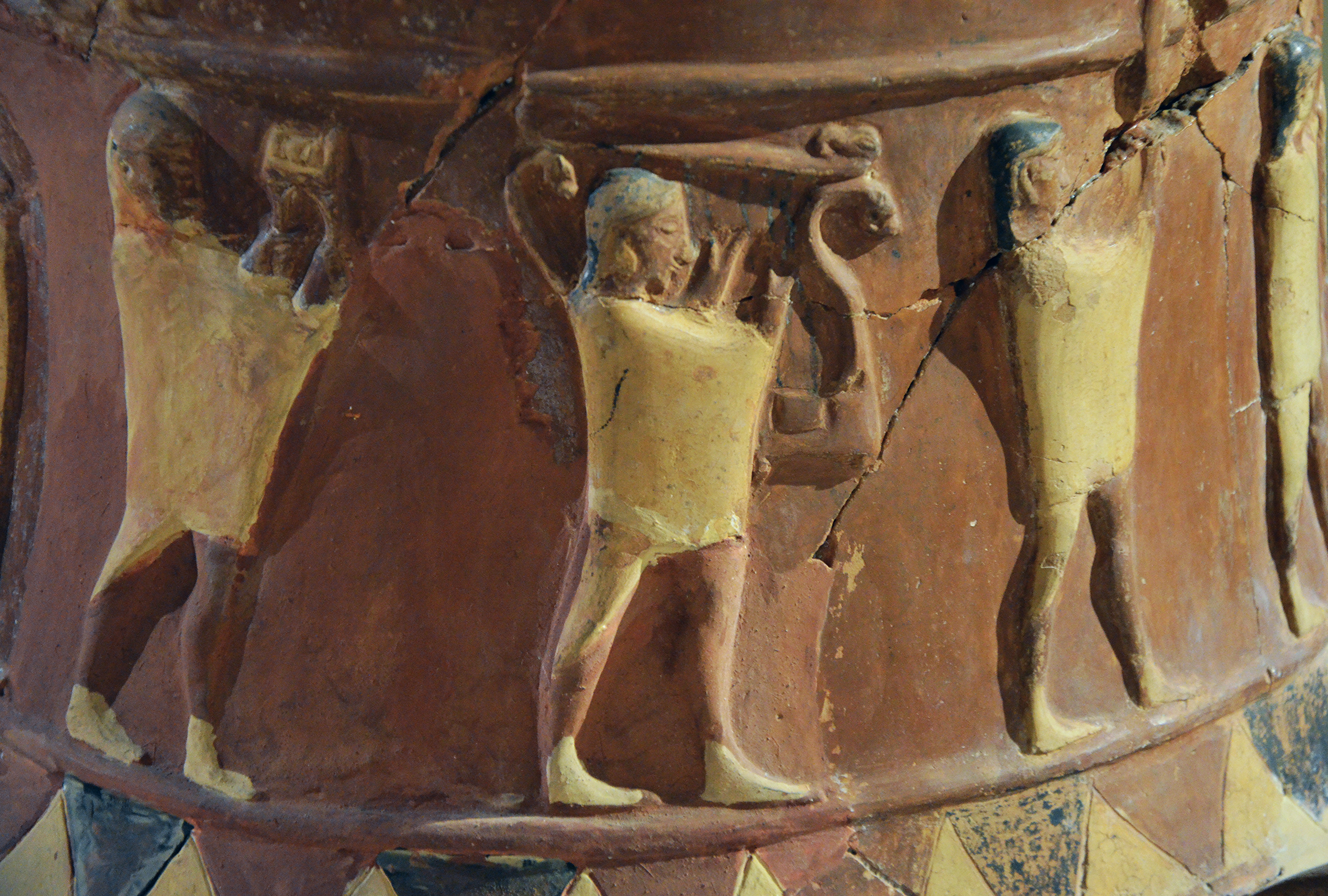
Kleine Leier auf der Vase von İnandiık

Die Leier (heth. zinar; Sumerogramm: GIŠ.dINANNA „Ištar-Instrument“, nach der mesopotamischen Göttin Ištar) ist das am besten bezeugte Musikinstrument. Anhand schriftlicher und archäologischer Zeugnisse gab es große und kleine Leiern. Beide Leierarten konnten abwechslungsweise gespielt werden, offenbar aber nie zusammen. Gespielt wurden Leiern von Musikern oder Kultsängern, nur in einem Text werden leierspielende Frauen genannt.
Die große Standleier (hatt. ḫunzinar; Sumerogramm: GIŠ.dINANNA.GAL „großes Ištar-Instrument“) war etwa zwei Meter hoch und wurde anhand bildlicher Darstellungen von zwei Männern gleichzeitig gespielt. Die Anzahl der Saiten kann nicht bestimmt werden. In Kulthandlungen kam sie häufig zum Einsatz, manchmal begleitete sie Gesang oder sie wurde zusammen mit Trommeln und anderen Musikinstrumenten gespielt. Denkbar ist, dass der auf dem Boden stehende Schallkasten auch als Schlaginstrument benutzt wurde.
Die kleine Leier (hatt. ippizinar; Sumerogramm: GIŠ.dINANNA.TUR „kleines Ištar-Instrument“) hatte ungefähr zehn Saiten und wurde während Trinkzeremonien von Kultsängern gespielt, meist alleine ohne jegliche Begleitung. Sie wurde von einem Mann seitlich gehalten und gespielt.
Leiern konnten, wie anderes Kult- und Tempelgerät auch, göttlich verehrt werden. Heilige Leiern wurden gesalbt und erhielten Trank- und Speiseopfer. Da in einigen Texten die „süße Botschaft der Leier“ erwähnt wird, besteht die Möglichkeit, dass die Leier als Vermittlerin zwischen Opfergemeinschaft und den beopferten Gottheiten betrachtet wurde.
Die ältesten Abbildungen von Leiern in Anatolien und Nordsyrien stammen aus der ersten Hälfte des dritten vorchristlichen Jahrtausends (Oylum Höyük, Karkemiš und Urkeš). Spätere Abbildungen aus dem 2. Jt.v. Chr. stammen aus Kültepe, Tarsus und Mardin. All diese frühen Darstellungen befinden sich auf Rollsiegeln, weshalb aufgrund der kleinen Größe außer den fünf oder sechs Saiten keine Details erkannt werden können.
Die Leiern auf der İnandık-Vase sind asymmetrisch gebaut. Sie zeigen einen kantigen Schallkörper, die beiden Jocharme sind schwanenhalsförmig geschwungen und enden in nicht identifizierbare Tierköpfe, auf denen der Querstab befestigt ist, der seinerseits beidseitig in Vogelköpfe ausläuft. Die Saiten, um die sieben an Zahl, wurden mit einem Saitenhalter am Schallkörper befestigt. Über die Stimmvorrichtung ist nichts bekannt. Ein hethitisches Faustgefäß („Boston Fist“) mit einer Opferszene für den Wettergott zeigt zwei asymmetrische Kastenleiern, die nicht verziert sind.
Vogel- und Tierkopfverzierungen auf Leiern finden sich auch im Ägäisraum, so der Leierspieler im mykenischen Palast von Pylos, sowie im Alten Ägypten, wo Leiern aber erst ab 2000 v. Chr. aufkamen. In Mesopotamien dagegen wurde der Schallkörper der Leiern oft als liegender Stier dargestellt oder mit einer Stierkopfprotome erweitert.
In späthethitischen Reliefs werden nur kleine Handleiern dargestellt, die aber verschiedene Formen haben und die sich von den althethitischen Leiern unterscheiden. In Karatepe wurde unter anderen auch eine Leier abgebildet, die auffallend stark an eine altgriechische Phorminx erinnert.

### Laute

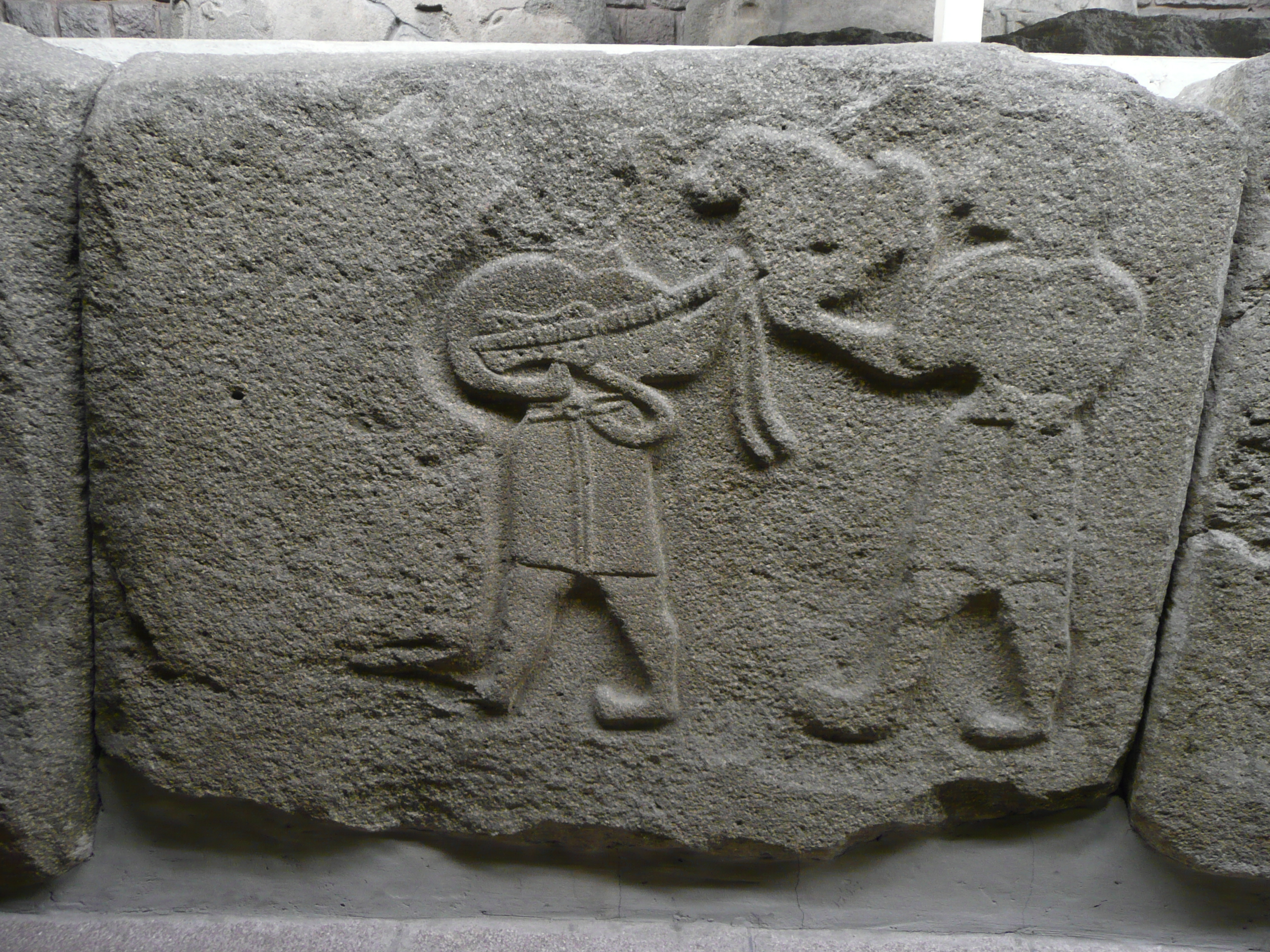
Lautenspieler aus Alaca Höyük

Langhalslauten (Sumerogramm: GIŠTIBULA, so die traditionelle, veraltete Transkription bei den Hethitologen, anstelle von akkadisch tigidlû) sind ebenfalls gut bezeugt und konnten alleine oder zu Gesang und Tanz gespielt werden. In hethitischen Ritualen spielte die Laute eine wichtige Rolle neben der Leier, ganz im Gegensatz zu Mesopotamien und Ägypten, wo die Laute erst während zu Beginn der 18. Dynastie aufkam.
Früher war die Bedeutung des akkadischen Wortes tigidlû umstritten, mittlerweile konnte durch eine Wörterliste aus Emar gezeigt werden, dass es dreisaitige tigidlû-Instrumente gab, was eine Laute nahelegt, auch die Erwähnung einer „Wander-tigidlû“ in dieser Liste passt gut zur Laute.
Anhand bildlicher Darstellungen benutzten die Hethiter Spießlauten mit relativ kleinen Schallkörpern und langen Griffbrettern, die der späteren antiken Pandura der Griechen und Römer glichen. Spießlauten waren auch in Mesopotamien und Ägypten bekannt. Dabei wurde ein Kürbis oder anderer Hohlkörper mit einer Resonanzdecke überspannt, durch die ein langer Stab, der als Griffbrett diente, gespießt wurde. Das Griffbrett konnte bundiert sein und hatte zwei oder drei Saiten.
Die früheste Abbildung einer Langhalslaute in Anatolien befindet sich auf einem Becher aus Samsat (Schicht XIII, 17.Jh.v. Chr.), der einen Mann mit einem auffällig breiten dreieckigen Oberkörper zeigt, welcher eine Langhalslaute mit einem runden Schallkörper hält, Details sind allerdings nicht erkennbar.
In hethitischen Darstellungen halten die Lautenisten den relativ kleinen Schallkörper in der rechten Armbeuge. Die Saiten werden mit der rechten Hand gezupft oder mit einem Plektrum geschlagen, das mit einer Schnur am Instrument befestigt ist. Das bundierte Griffbrett wird mit der Linken hochgehalten. Die Anzahl der Saiten kann nicht immer mit Sicherheit festgestellt werden, es waren entweder zwei oder drei.
Die dargestellten Lauten sind unterschiedlich gebaut. Die deutlich als Spießlauten erkennbaren Instrumente auf der İnandıkvase haben einen ovalen Schallkörper mit sechs Schalllöchern. Die Laute beim Sphinxtor von Alaca Höyük dagegen hatte einen achtförmigen Schallkörper, weshalb sie in der Laienliteratur oft als das älteste Bild einer Gitarre bezeichnet wird, mit zehn kleinen Schalllöchern. Während die Schnüre, mit denen die Saiten am Kopfende des Griffbrettes befestigt wurden, in der Bronzezeit lose herunterhingen, wurden sie in späthethitischer Zeit zu langen Kordeln gedreht, die herunterhingen und unten zu einem Knoten verknüpft wurden, wie dies auch bei den gleichzeitigen mesopotamischen Lauten der Fall war.

### Harfe
Die Harfe scheint in schriftlichen Zeugnissen vollkommen zu fehlen. Bildliche Darstellungen, die eine Harfe abbilden könnten, sind sehr selten und nur bruchstückhaft erhalten. Dies steht in deutlichem Gegensatz zu Mesopotamien, wo die Harfe das wohl bedeutendste Musikinstrument war, besonders im Kult.

### Horn
Das Horn (heth. šawetra, luw. šawatar) hatte nach einem späthethitischen Relief aus Karkemiš (9. Jh. Chr.) die Form eines Rinderhorns. Dasselbe Wort bezeichnete auch ein Trinkhorn, aber nie ein Tierhorn. Es wurde besonders in luwischen Ritualen benutzt und konnte von einem Hornisten, aber auch von einem Trommler geblasen werden. Im Kult von Ištanuwa wurde dasselbe Horn als Libationsgefäß und als Musikinstrument benutzt. Wegen des eingeschränkten Tonumfanges hatte es mehr Signalwirkung.

### Holzblasinstrument
In hethitischen Texten werden auch Holzblasinstrumente (Sumerogramm: GI.GÍD „Langrohr“) erwähnt. Da bronzezeitliche Darstellungen von Holzbläsern fehlen, ist nicht klar, ob es sich um Rohrblattinstrumente oder Flöten handelt. Monika Schuol hält aus musikhistorischen Gründen die „Doppeloboe“ für wahrscheinlich. Die Blasinstrumente wurden besonders im Kult der Berggottheit Ḫulla gespielt, die zum ursprünglich hattischen Kult der Stadt Arinna gehörte. Das Blasinstrument konnte Gesang begleiten und die Spieler konnten auch als Sänger auftreten.
In späthethitischen Reliefs werden mehrmals Bläser mit einem Doppelblasinstrument (Aulos?) dargestellt. Auffallend ist der in Karatepe dargestellte Bläser, der eine Mundbinde trägt (8. Jahrhundert v. Chr.). Ein weniger gut erhaltenes Relief aus Gaziantep (8. Jahrhundert v. Chr.) scheint einen Panflötenspieler darzustellen.

### Trommel

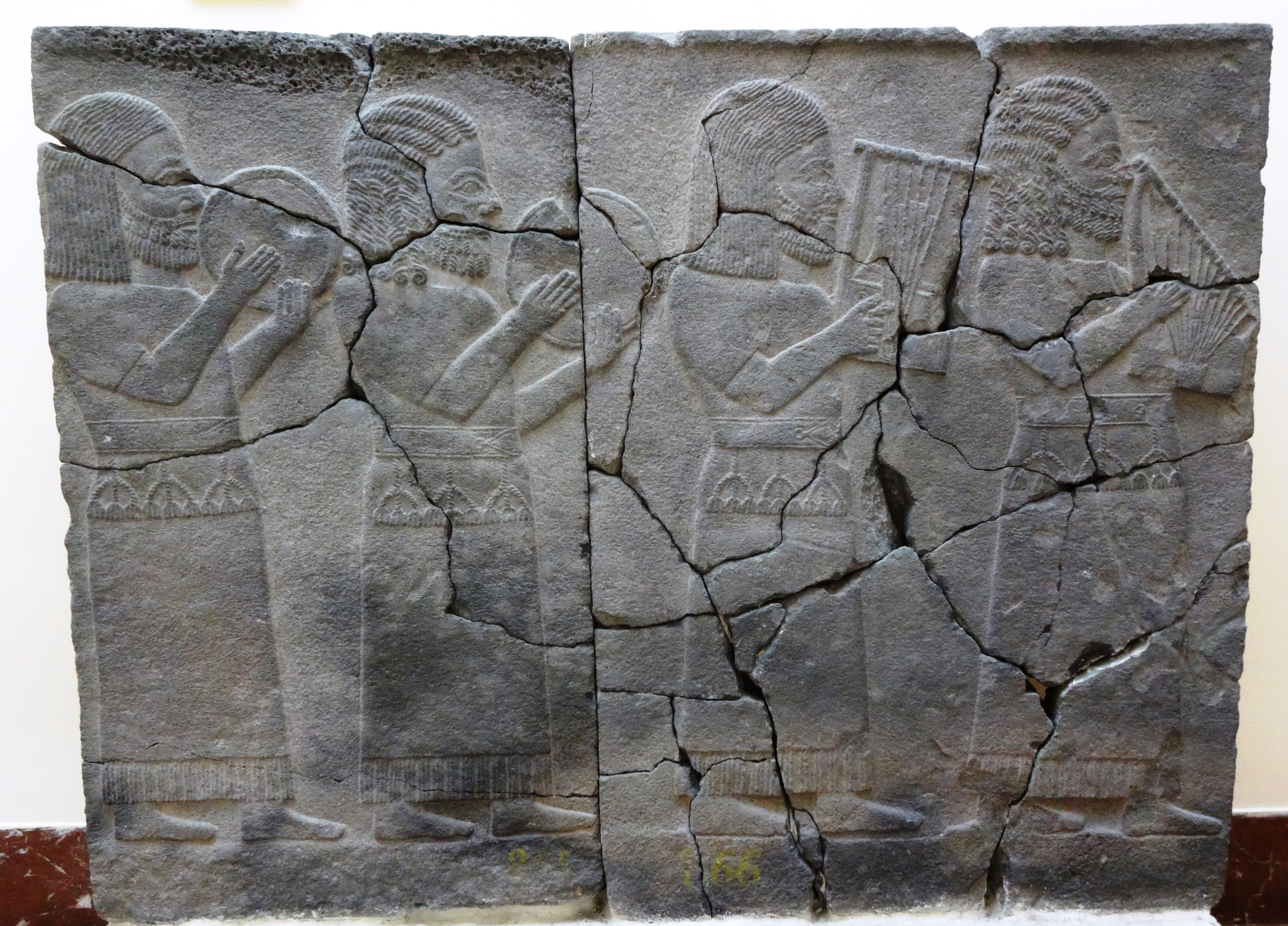
Musikgruppe aus Karatepe (9. Jh. v. Chr.): zwei Rahmentrommler und zwei Leierspieler

Trommeln (heth. arkammi-; Sumerogramm: GIŠBALAG.DI) kamen häufig zum Einsatz und begleiteten Tänze, wobei offenbar nicht zwischen verschiedenen Trommelarten unterschieden wurde. Sie wurden von Trommlern und Trommlerinnen geschlagen, die bei Bedarf auch sangen oder das Horn bliesen.
Ein späthethitisches Relief aus Karkamis (9. Jahrhundert v. Chr.) zeigt eine Trommel von etwa einem Meter Durchmesser, die von zwei Männern mit Tragriemen getragen und geschlagen wird, ein dritter Mann steht hinter der Trommel, seine Funktion ist jedoch nicht ersichtlich. Reliefs aus Zincirli (8. Jahrhundert v. Chr.) zeigen Männer, die mit der linken Hand eine Rahmentrommel halten, die sie mit der flachen rechten Hand schlagen.

### Becken und Zimbel
Archäologisch sind Becken bereits für die frühe Bronzezeit (3. Jahrtausend v. Chr.) belegt, so aus Alaca Höyük, Horoztepe und anderen Orten. Auch im karum-zeitlichen Kültepe (18. Jahrhundert v. Chr.) wurden Becken gefunden. Ein Beckenpaar mit einem Durchmesser von 8,5 cm fand sich unter den Fundstücken des Schiffswracks von Uluburun (14. Jahrhundert v. Chr.).
Auf bildlichen Darstellungen können Becken und Zimbeln erkannt werden, eine genaue Bestimmung ist selten möglich, auch eine Abgrenzung zur Rahmentrommel ist nicht immer eindeutig erkennbar. Ein hethitisches Opfergefäß in Faustform („Boston Fist“) zeigt eine Opferzeremonie für den Wettergott, wobei ein Musiker ein mit einem Band zusammengebundenes Zimbelpaar schlägt. Sonst werden Becken oder Zimbeln in den Darstellungen immer von Frauen geschlagen, die meist paarweise auftreten und andere Musiker oder Akrobaten begleiten können.
Das GIŠḫuḫupal-Instrument konnte geschlagen und gestrichen werden, zudem diente es in Opferritualen auch als Libationsgefäß, was eine Bestimmung schwierig macht, möglicherweise sind damit Becken gemeint oder Zimbeln. Das ḫuḫupal-Instrument konnte zur Leier gespielt werden. In der Stadt Ištanuwa wurde die luwische Tanzgottheit Tarwaliya mit dem ḫuḫupal-Instrument geehrt. Ein genau beschriebenes Ritual aus dieser Stadt schildert, wie Opferwein von einem ḫuḫupal-Instrument ins untere libiert wurde, wobei kein Tropfen der Opferflüssigkeit vergossen werden durfte.
Das URUDUgalgalturi-Instrument war aus Metall, Holz oder Ton und wurde paarweise gespielt, war also möglicherweise eine Becken- oder Zimbelart.
ḫuḫupal- und galgalturi-Instrumente wurden häufig zusammen mit der arkammi-Trommel gespielt. Diese drei Instrumente gehörten eng zum Kult der Göttin Šauška. Im hurritischen Mythos von Ḫedammu betört Šauška zusammen mit ihren beiden Dienerinnen Ninatta und Kulitta den Meeresdrachen Ḫedammu, wobei das arkammi-, das ḫuḫupal- und das galgalturi-Instrument gespielt wurden. Die „Göttin der Nacht“ von Šamuḫa, eine Form der Šauška, erhielt als Weihegabe ein Paar Bronzebecken, ein Paar ḫuḫupal-Instrumente aus Buchsbaum oder Elfenbein und eine Trommel.

### Andere Geräuschinstrumente

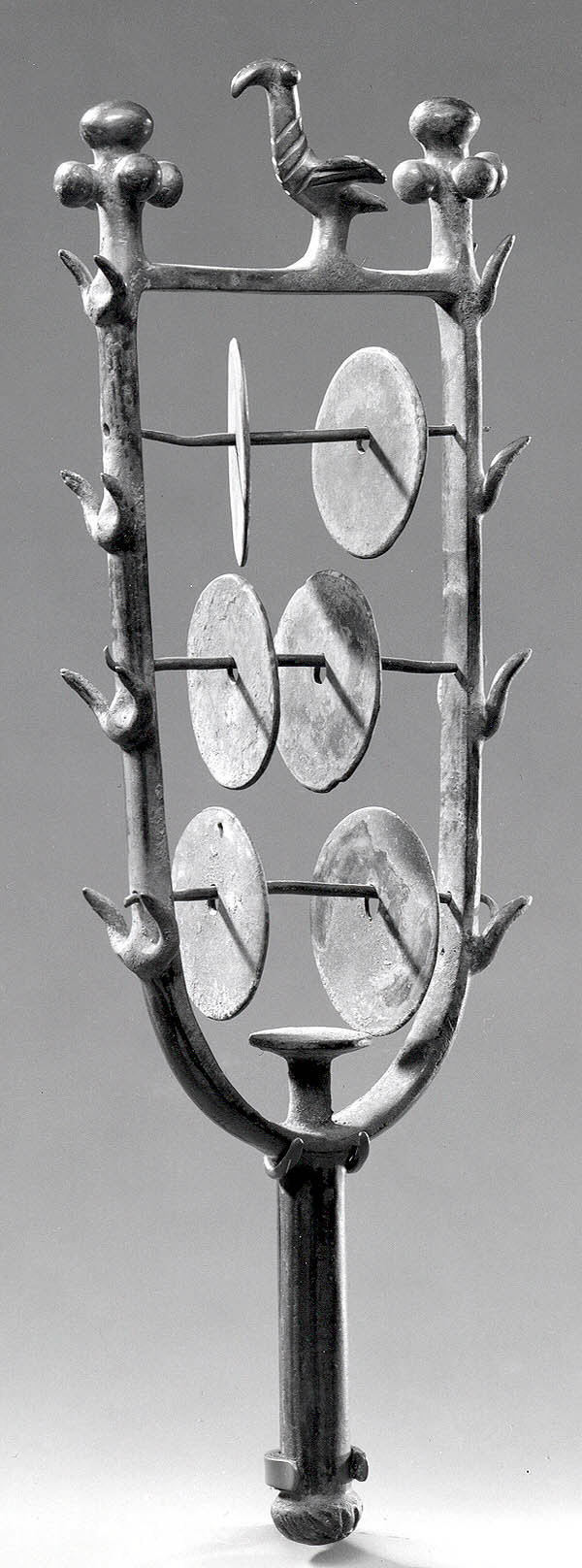
Vorhethitisches Sistrum aus Horoztepe, 3.Jt.v. Chr.

Sistren sind archäologisch für die frühe Bronzezeit belegt (3. Jt.v. Chr.). Sie bestehen aus einem u- oder v-förmigen Rahmen mit drei Querstäbchen, die jeweils zwei Metallplättchen halten. Zwei gut erhaltene Sistren sind verziert mit Vögeln, Rindern, Hirschen und anderen Tieren.
Ein späthethitisches Relief aus Karkemiš zeigt einen Jungen, der in der Hand eine Art Klapper oder Schlaghölzchen hält.
Zum GIŠmukar-Instrument wurde gerufen. Es könnte somit ein Sistrum eine Rassel oder ein anderes einfaches Geräuschinstrument gewesen sein. Eine Textstelle scheint darauf zu deuten, dass es aus mehreren Stäbchen bestand. Das mukar-Instrument wurde auch im Schutz- und Abwehrzauber eingesetzt. Im hattischen Kult von Nerik wurde der Wettergott von Nerik mit einem mukar-Instrument herbeigerufen. Auch der „Mann des Wettergottes“ von Zipplanda benutzte ein mukar-Instrument.

### Lanzen
Eine Besonderheit in der hethitischen Musik waren die Männer aus der hattischen Stadt Anunuwa. Diese Männer traten an besonderen Anlässen auf, unter anderem auch am KI.LAM-Fest in Ḫattuša, und schlugen dabei ihre Lanzen (heth. marit) rhythmisch aneinander und sangen dabei Lieder in hattischer Sprache. Bei einem anderen Anlass schlugen die Männer von Anunuwa ihre Lanzen rhythmisch zur Leier, die vom „Mann der Schutzgottheit“ gespielt wurde.

### Klatschen
Umstritten ist die Bedeutung des hethitischen Verbes palwai- und der davon abgeleiteten Personenbezeichnung palwatalla. Sowohl die Deutung als „klatschen“/„Händeklatscher“ als auch „rezitieren, psalmodieren“ / „Rezitator, Psalmodist“ sind vom Kontext her möglich, eine Kombination von Rezitation und Klatschen ist ebenfalls denkbar. Da im Hethitischen aber andere Wörter für „sprechen“, „rufen“ und „rezitieren“ vorkommen, wurde auch vorgeschlagen, das Wort als „rhythmisch sprechen“ zu deuten, was ein Hinweis auf eine Art rituellen Sprechgesangs sein könnte.